# Bittium vancouverense
Bittium vancouverense is een slakkensoort uit de familie van de Cerithiidae. De wetenschappelijke naam van de soort is voor het eerst geldig gepubliceerd in 1910 door Dall & Bartsch.